# Audi A8
Az Audi A8 egy felsőkategóriás luxusautó, amelyet a német Audi cég gyárt, és a korábbi Audi V8-as modellt helyettesíti, mint a cég csúcsmodellje. Első generációja 1994-ben jelent meg, és a legtöbb változatot quattro állandó összekerékhajtással szerelték fel, továbbá kevés kivétellel multitronic és Tiptronic automata váltóval szerelték. Az A8-as a Volkswagen D kategóriás platformjaira épült, és két fajta tengelytávval is árulták.

## D2 generáció (1994–2002)
Az Audi A8 1994-ben jelent meg Európában, és 1997-ben Észak-Amerikában. Az előd Audi V8-astól eltérően nem acélvázra, hanem az akkor megjelent Volkswagen D2 platformra épült, amit az Audinál alumínium térváznak is hívtak. Ezzel sikerült az autó tömegét jelentősen csökkenteni, és a merevségét növelni.
Az A8-as csak négyajtós kivitelben volt megvásárolható, sőt létezett hosszított tengelytávú változat is, ami a hátsó üléseken 13 centiméterrel nagyobb lábteret biztosított. Továbbá ez volt a világon az első teljesen alumíniumból gyártott széria autója, és 1997-től alapfelszereltség volt a 6 légzsák, amiben a világon legelső volt.
Megvásárolható volt mind elsőkerékhajtású, mind Torsen-összkerékhajtással. Az elsőkerékhajtású modellek 2,8 literes V6-os ('96-ig 174, utána 193 lóerő), és 3,7 literes V8-as ('95-ig 230, majd 260 lóerővel) motorral voltak rendelhetőek, míg az összkerékhajtású modellhez 4,2 literes V8-as (310 lóerős) volt rendelhető.

## D3 generáció (2002-2009)
A második generációs A8, amelyet a Volkswagen D3 platformra építették, 2003 elején mutatták be.
Ahogy az előző generációs modell, így ez is elérhető mind szabványos (vagy rövid) tengelytávolságú verzióban (A8), és hosszított tengelytávval, mely 127 mm-rel hosszabb és 11 mm-rel magasabb (A8L), és ez a hosszbeli különbség teljes mértékben a hátsó lábtérhez adódik hozzá.
Az autó 2005-ben egy ráncfelvarráson esett át, ahol megkapta többek között a manapság az összes Audi modellre jellemző trapéz hűtőrácsot, és új motorváltozatok váltak elérhetővé.

## Fordítás
- Ez a szócikk részben vagy egészben  az   Audi_A8 című angol Wikipédia-szócikk fordításán alapul.  Az eredeti cikk szerkesztőit annak laptörténete sorolja fel. Ez a jelzés csupán a megfogalmazás eredetét és a szerzői jogokat jelzi, nem szolgál a cikkben szereplő információk forrásmegjelöléseként.